# Mrs. Doubtfire
Mrs. Doubtfire és una pel·lícula estatunidenca dirigida per Chris Columbus, estrenada el 1993, adaptada de la novel·la Quan el papa era dona de fer feines d'Anne Fine.

## Argument
Daniel Hillard, excessivament condescendent amb els seus fills, perd la custòdia d'aquests quan la seva dona Miranda demana el divorci. Per tornar-los a veure es converteix, gràcies als seus talents d'actor i al seu germà protesista, en una respectable majordoma anglesa: la senyora Doubtfire. Miranda, així com els tres nens, hi cauen de quatre potes.

## Repartiment
- Robin Williams: Daniel Hillard
- Sally Field: Miranda Hillard
- Lisa Jakub: Lydia Hillard
- Matthew Lawrence: Chris Hillard
- Mara Wilson: Natalie Hillard
- Pierce Brosnan: Stu Dunmeyer
- Harvey Fierstein: Frank Hillard
- Scott Capurro: Jack Hillard
- Robert Prosky: Jonathan Lundy
- Polly Holliday: Gloria Cheney
- Anne Haney: Senyoreta Sellner - l'assistenta social
- Sydney Walker: Xofer de bus
- Martin Mull: Justin Gregory
- Terence Mcgovern: Lou
- Karen Kahn: Empleada
- Eva Gholson: Empleada
- James Cunningham: Empleada
- Ralph Peduto: Policia
- Scott Beach: Jutge
- Juliette Marshall: Advocada de Miranda
- Drew Letchworth: Advocat de Daniel
- Jessica Myerson: La mare de Miranda
- Sharon Lockwood: Alice
- Jim Cullen: Bandit
- Kenneth Loo: Espia #1
- Jeff Loo: Espia #2
- Betsy Monroe: Dona sorprenent
- Joseph Narducci: Repartidor
- James Cranna: Ron
- Dr. Toad: Cambrer
- Adele Proom: Secretària de Lundy

## Al voltant de la pel·lícula
Robin Williams s'havia enfadat amb els Estudis Disney després de la gravació d'Aladdin. La seqüència en la qual el seu personatge és despatxat de la seva feina de doblador de dibuixos animats és una picada d'ull a aquesta situació.

## Rebuda
Més o menys ben rebuda per la crítica, amb un percentatge d'un 69% en la categoria All Critics, basat en 49 comentaris i una nota mitjana de 5.8 i un percentatge d'un 86% en la categoria Top Critics, basat en 7 comentaris i una nota mitjana de 6.6 al lloc Rotten Tomatoes i una mitjana de 53/100, basat en 16 comentaris al lloc Metacritic, Mrs. Doubtfire va tenir un enorme èxit de públic amb 219,1 milions de dòlars de recaptacions en territori estatunidenc i 441,2 milions de dòlars de dòlars de recaptacions al món, per a un pressupost de 25 milions.
El seu enorme èxit comercial li permet classificar-se al segon lloc dels principals èxits americans el 1993 i també en el segon lloc dels principals èxits mundials del mateix any, darrere Parc Juràssic, primer d'aquestes dues classificacions.

## Premis i nominacions

### Premis
- 1993. Oscar al millor maquillatge per Greg Cannom, Ve Neill i Yolanda Toussieng
- 1994. Globus d'Or a la millor pel·lícula musical o còmica
- 1994. Globus d'Or al millor actor musical o còmic per Robin Williams

### Nominacions
- 1995. BAFTA al millor maquillatge i perruqueria per Greg Cannom, Ve Neill i Yolanda Toussieng